# Selections from Straight Outta Lynwood
Selections from Straight Outta Lynwood è il secondo EP del cantante statunitense "Weird Al" Yankovic.
L'EP venne inciso come promo per il  suo dodicesimo album Straight Outta Lynwood.

## Tracce
1. White & Nerdy – 2:50
2. Confessions Part III – 3:52
3. Trapped in the Drive-Thru – 10:51

## Formazione
- "Weird Al" Yankovic - voce, tastiera, fisarmonica
- Jim West - chitarra, mandolino
- Steve Jay - basso, banjo
- Rubén Valtierra - pianoforte, tastiera
- Jon "Bermuda" Schwartz - batteria, percussioni